# 瀬戸田港

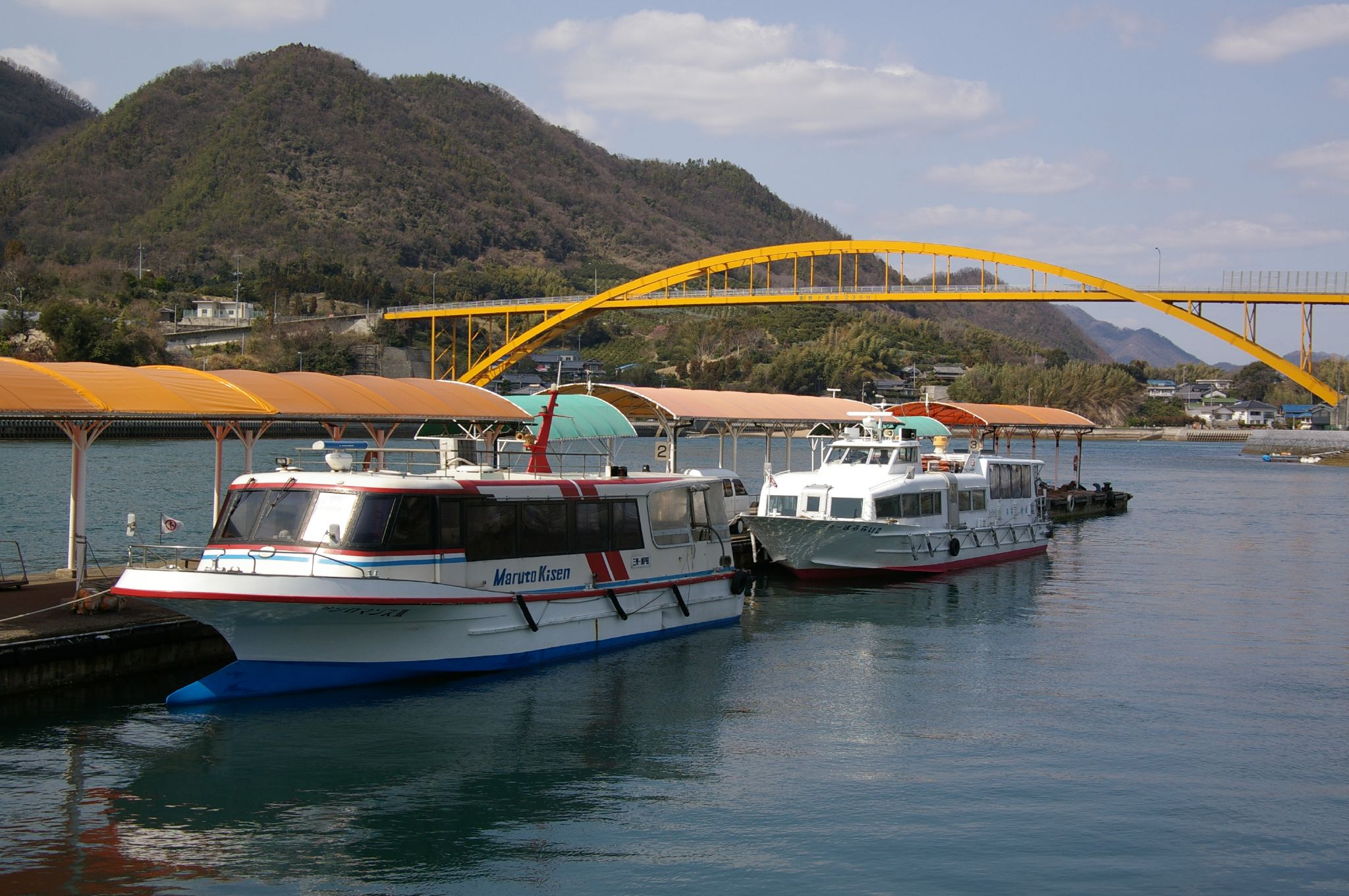
瀬戸田港

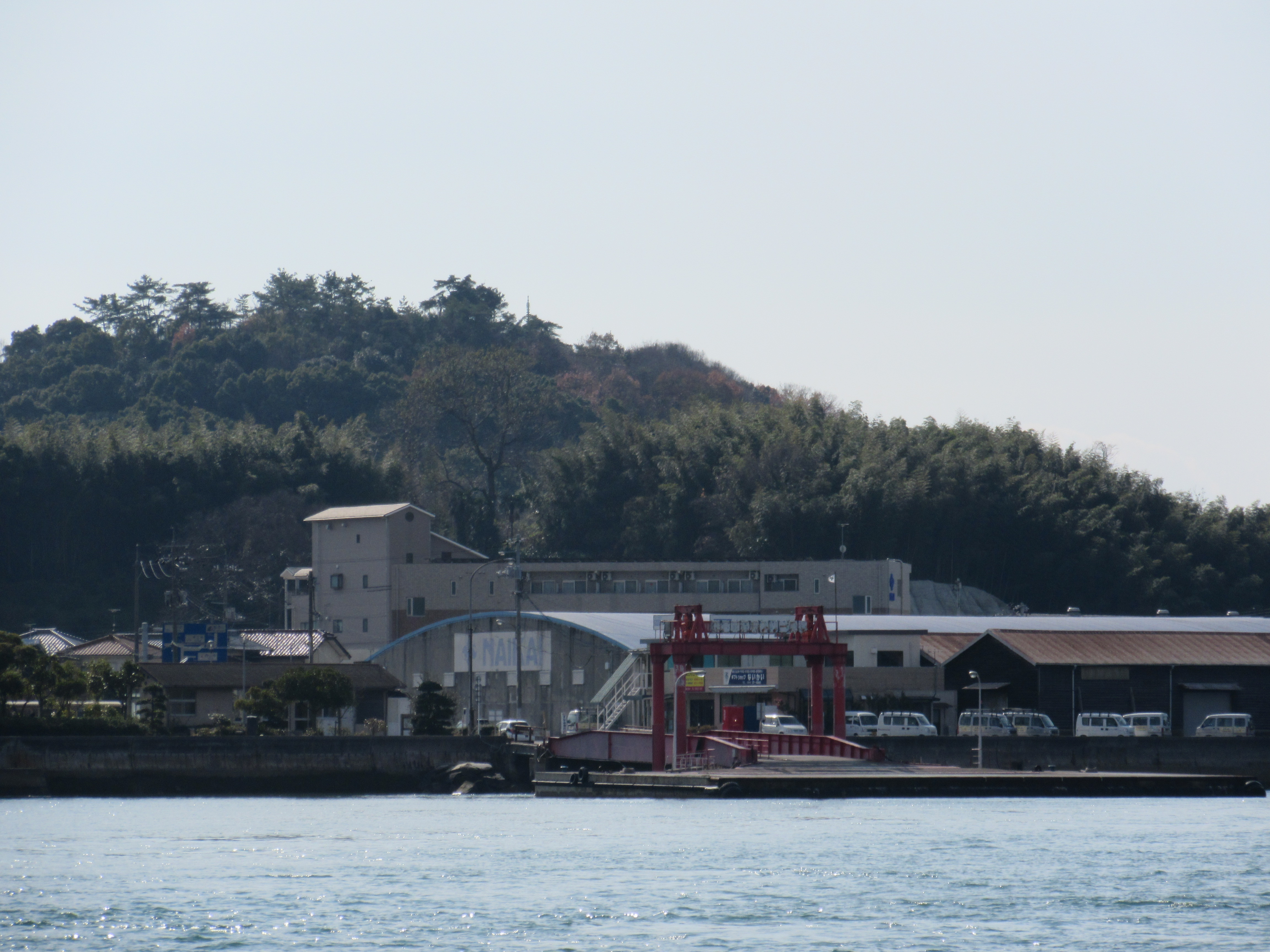
瀬戸田町・沢港

瀬戸田港（せとだこう）は、広島県尾道市瀬戸田町（生口島）と同県三原市鷺浦町（佐木島）にある港湾。港湾管理者は広島県。地方港湾。 

## 概要
瀬戸田港旅客ターミナル
尾道市瀬戸田町瀬戸田（生口島）
「瀬戸田港旅客ターミナル」地図
港一帯は2004年（平成16年）1月30日にみなとオアシスの登録をしていて、瀬戸田港旅客待合所を代表施設とするみなとオアシス瀬戸田として賑わい拠点ともなっている。
沢港
尾道市瀬戸田町沢（生口島）
「沢港」地図
向田港
三原市鷺浦町向田野浦（佐木島）
「向田港」地図

## 航路
弓場汽船
- 旅客船
  - 瀬戸田港 - 沢港 - 三原港（三原市）

ほうらい汽船が運航していたが、2016年（平成28年）11月1日から弓場汽船が運航している[3]。
- フェリー
  - 沢港 - 須波港（三原市）（1986年（昭和61年）〜2021年（令和3年）4月30日）
  - 沢港 - 向田港 - 須波港（三原市）（2021年5月1日〜）

2015年9月までは須波航路サービスが運航、10月以降はしまなみ海運が運航していたが、2017年10月1日から弓場汽船が運航している[3]。2021年5月1日より新たに向田港へ寄港を開始する。

マルト汽船
- 高速船
  - 瀬戸田港 - 沢港 - 向田港 - 小佐木港（小佐木島） - 三原港（三原市）

一部の便が小佐木港と向田港に寄港する。

瀬戸内クルージング
- 快速船
  - 瀬戸田港 - 沢港 - 須ノ上港（佐木島）- 重井東港（因島）- 新浜（尾道）- 尾道港

### 廃止航路
岩城汽船
- フェリー
  - 瀬戸田港 - 向田港[4]

1975年9月運航開始、1987年3月廃止。

三原海陸運輸
- フェリー
  - 向田港 - 三原港（三原市）

2016年8月1日廃止[5]。